# É na Terra não É na Lua
É na Terra não é na Lua (Portugal, 2011), é um documentário realizado por Gonçalo Tocha.

## História
O realizador tem origens açorianas, nunca tendo estado no arquipélago queria retratar a vida quotidiana na mais pequena ilha dos Açores.
A película foi rodada entre 2007 e 2011 na ilha do Corvo, Açores.

## Distinções
Foi eleito o "Melhor Documentário de Autor" no festival Documenta Madrid. A organização referiu:
| “ | Uma grande odisseia fílmica rodada a um ritmo vertiginoso e dividida em 15 capítulos que conjugam registos antropológicos, imagens de arquivo e histórias mitológicas e pessoais. | ” |

Foi ainda distinguido como "Melhor Documentário" na 55º edição do Festival Internacional de Cinema de São Francisco, "Melhor Filme" na secção Cinema do Futuro, no Festival Internacional de Cinema Independente, em Buenos Aires, recebeu um menção especial do júri do Festival Internacional de Cinema de Locarno, na Suíça, e venceu o prémio para a melhor longa-metragem no DocLisboa.

## Ligações Externas
- Trailer - É na Terra, Não é na Lua